# Království Granada
Království Granada (španělsky Reino de Granada) bylo územní korporací Kastilské koruny v dnešním Španělsku. Království vysílalo své zástupce do kastilských kortesů (Cortes – zemský sněm). Království získalo vlastní soudní dvůr a zřízením Granadského arcibiskupství také samostatnou církevní provincii.

## Historie
Království bylo založeno roku 1492, když Katolická Veličenstva kastilská a aragonská dobyla 2. února město Granadu a tím padl poslední muslimský emirát na Iberském poloostrově. Bývalý emirát se stal křesťanským královstvím, spojeným s Kastilskou korunou. Granadské království bylo spolu s královstvím Córdoba (1236), Jaén (1246) a Sevilla (1248) jedním ze Čtyř andaluských království (cuatro reinos de Andalucía) Kastilské koruny.

### Územní reforma
Během územní reformy ministra Francisca Javiera de Burgos (1833) bylo království rozděleno na provincie Granada, Almería a Málaga, které spolu s provinciemi Cádiz, Huelva, Jaén, Córdoba a Sevilla tvoří historický region Andalusie, jenž je od roku 1982 jedním ze 17 autonomních společenství Španělska (Comunidad Autónoma).

## Znak království
Znak Granadského království představuje granátové jablko ve stříbrném poli, a je dodnes součástí španělského státního znaku.